# Beethoven (I Love to Listen To)
Beethoven (I Love to Listen To) is een nummer van het Britse synthpopduo Eurythmics uit 1987. Het is de eerste single van hun zesde studioalbum Savage.
Op "Beethoven (I Love to Listen To)" laat Eurythmics een elektronischer geluid horen dan ze eerder deden. De tekst bestaat voornamelijk uit gesproken woord door frontvrouw Annie Lennox. Het nummer werd in diverse landen een bescheiden hit. Zo bereikte het de 25e positie in thuisland het Verenigd Koninkrijk. In Nederland moest het nummer het met een 11e positie in de Tipparade stellen, terwijl het in de Vlaamse Radio 2 Top 30 de 28e positie bereikte.